# Chaetodon paucifasciatus
Espèce
Statut de conservation UICN

 LC  : Préoccupation mineure
Le Poisson-papillon orange (Chaetodon paucifasciatus) est une espèce de poissons de la famille des Chaetodontidae.